# Helen Golden
Helen Golden (Helen Lanita Golden, verheiratete Hogarth; * 16. Mai 1953 in Edinburgh) ist eine ehemalige britische Sprinterin.
1969 schied sie bei den Europameisterschaften in Athen über 200 Meter im Halbfinale aus.
Bei den British Commonwealth Games 1970 in Edinburgh wurde sie Fünfte über 100 Meter und jeweils Vierte über 200 Meter und mit der schottischen Mannschaft in der 4-mal-100-Meter-Staffel.
1974 schied sie bei den British Commonwealth Games in Christchurch über 100 und 200 Meter im Halbfinale aus. Mit der schottischen 4-mal-100-Meter-Stafette kam sie auf den siebten Platz, in der 4-mal-400-Meter-Staffel wurde sie Vierte. Bei den Europameisterschaften in Helsinki wurde sie Fünfte über 200 Meter und Vierte mit der britischen 4-mal-100-Meter-Stafette; über 100 Meter erreichte sie das Halbfinale.
Bei den Olympischen Spielen 1976 in Montreal gelangte sie über 200 Meter ins Viertelfinale.
1978 wurde sie bei den Commonwealth Games in Edmonton Sechste über 200 Meter und schied über 100 Meter im Halbfinale aus. Mit der schottischen 4-mal-100-Meter-Stafette wurde sie erneut Siebte und mit der 4-mal-400-Meter-Stafette erneut Vierte.
1973 und 1975 wurde sie Englische Meisterin über 200 Meter. Viermal wurde sie Schottische Meisterin über 100 Meter (1969, 1970, 1974, 1975) und fünfmal über 200 Meter (1969, 1970, 1974, 1975, 1978).

## Persönliche Bestzeiten
- 100 m: 11,40 s, 20. Juli 1974, London (handgestoppt: 11,2 s, 29. Juni 1974, Warschau)
- 200 m: 23,14 s, 7. September 1973, Edinburgh (handgestoppt: 23,0 s, 30. Juni 1974, Warschau)
- 400 m: 54,3 s, 20. August 1978, Edinburgh